# 衡水車務段
衡水车务段是中华人民共和国中国铁路北京局集团下轄的一個鐵路管轄機構（车务段），管辖石德线5.800公里至176.500公里，京九线31.595公里至372.777公里，津霸线12.345公里至73.861公里的鐵路段，总营业里程575.067公里，共40个车站。